# Andy Isabella
Andy Isabella (Mayfield, Ohio, 18 de noviembre de 1996) es un jugador profesional estadounidense de fútbol americano que se desempeña en la posición de wide receiver en Buffalo Bills, equipo de la National Football League (NFL).

## Carrera
Fue seleccionado en la segunda ronda en la Reunión Anual de Selección de Jugadores de la NFL de 2019. Hizo su debut profesional con el equipo Arizona Cardinals, en el cual jugó cuatro temporadas (2019-2022), después pasó a Baltimore Ravens (2022-2023), luego a Buffalo Bills, donde lleva jugando una temporada.